# Samtgemeinde Auf dem Berge
Die Samtgemeinde Auf dem Berge war bis zum 31. März 1974 ein Gemeindeverband im Landkreis Gandersheim in Niedersachsen.
Sie bestand aus den Gemeinden Ammensen, Bartshausen, Brunsen, Hallensen, Holtershausen, Naensen, Stroit, Voldagsen und Wenzen. Nach der Gebietsreform wurde die Samtgemeinde aufgelöst und in die Stadt Einbeck eingemeindet. Die Gemeinde Ammensen kam zum Flecken Delligsen. Die acht anderen ehemaligen Gemeinden werden heute in der Stadt Einbeck durch den gemeinsamen Ortsrat Auf dem Berge und Ortsbeauftragte vertreten.